# Heinrich Ludwig Hermann Müller
Heinrich Ludwig Hermann Müller (1829 – 1883) foi um botânico e zoólogo alemão.
Foi o autor de  Die Befruchtung der Blumen durch Insekten (1873)